# Тур де Франс 1904
Тур де Франс 1904 — 2-я супервеломногодневка по дорогам Франции. Гонка стала самой скандальной в своей истории, 4 лучших спортсмена общего зачёта были дисквалифицированы через несколько месяцев после её завершения. После этого проведение следующего Тура находилось под угрозой, и гонка была реорганизована.

## История
Гонка проходила по уже проверенному маршруту предыдущего года со 2 по 24 июля. Морис Гарен снова выиграл первый этап до Лиона, однако на этот раз день прошёл неспокойно. Один из главных фаворитов, Ипполит Окутюрье, неоднократно попадал в завалы и прокалывал колёса, что лишило его шансов на победу в общем зачёте. Чтобы не допустить схода другого явного фаворита, Гарена, Жан Лефевр (один из организаторов Тура, который считается именно его идеей) подкармливал того по ходу этапа, в то время как малейшая помощь от кого бы то ни было запрещена. По слухам, некоторые гонщики под покровом ночи добрались до финиша на автотранспорте, другие ехали за машинами на буксире. На втором, горном, этапе фанаты одного из гонщиков бросились избивать Гарена и Джованни Джерби, вынужденного сойти; Лефевр остановил беспорядки стрельбой в воздух. Поклонники Фердинанда Пэйана толкали своего кумира в подъём, что привело к его дисквалификации после финиша, который выиграл Окутюрье. На следующем этапе болельщики Пэйана закидали гонщиков камнями; машине Лефевра прокололи колёса, стрелять пришлось уже другому администратору гонки. Победу на этапе одержал Окутюрье, как и на двух заключительных; 4-й этап выиграл Люсьен Потье. 
Перед заключительным этапом Потье проигрывал Гарену всего несколько секунд, однако до парижского финиша тот добрался на 6 минут раньше конкурента. Он выиграл второй Тур де Франс подряд, однако 30 ноября был лишён титула. В этот день по итогам расследования были дисквалифицированы многие гонщики, в том числе первая четвёрка общего зачёта. Гарена дисквалифицировали на 2 года за питание, которое ему было передано самими организаторами; Потье — пожизненно за помощь от своей команды, что не помешало ему ещё не раз стартовать на Туре. Победителем был объявлен 19-летний Анри Корне, удерживающий вечный рекорд самого молодого победителя Тур де Франс. Директор гонки Анри Дегранж из-за скандалов считал Тур 1904 года последним, однако передумал, и реорганизовал гонку: в 1905 году количество этапов было увеличено до 11, а их длина уменьшена — эти меры позволили сократить до минимума сомнительную езду в тёмное время суток.

## Результаты до дисквалификаций

### Этапы
| Этап | Дата    | Маршрут        | Тип          | Длина, км. | Победитель             | Лидер гонки       |
| ---- | ------- | -------------- | ------------ | ---------- | ---------------------- | ----------------- |
| 1    | 2 июля  | Париж-Лион     | Равнинный    | 467        | Морис Гарен (FRA)      | Морис Гарен (FRA) |
| 2    | 6 июля  | Лион-Марсель   | Среднегорный | 374        | Ипполит Окутюрье (FRA) | Морис Гарен (FRA) |
| 3    | 10 июля | Марсель-Тулуза | Равнинный    | 423        | Ипполит Окутюрье (FRA) | Морис Гарен (FRA) |
| 4    | 14 июля | Тулуза-Бордо   | Равнинный    | 268        | Люсьен Потье (FRA)     | Морис Гарен (FRA) |
| 5    | 18 июля | Бордо-Нант     | Равнинный    | 425        | Ипполит Окутюрье (FRA) | Морис Гарен (FRA) |
| 6    | 24 июля | Нант-Париж     | Равнинный    | 471        | Ипполит Окутюрье (FRA) | Морис Гарен (FRA) |

### Общий зачёт
| №  | Гонщик                     | Время        |
| -- | -------------------------- | ------------ |
| 1  | Морис Гарен (FRA)          | 93ч 06' 24"  |
| 2  | Люсьен Потье (FRA)         | +6' 28"      |
| 3  | Сезар Гарин (FRA)          | +1ч 51' 03"  |
| 4  | Ипполит Окутюрье (FRA)     | +2ч 52' 26"  |
| 5  | Анри Корне (FRA)           | +2ч 59' 27"  |
| 6  | Жан-Батист Дортиньяк (FRA) | +5ч 15' 36"  |
| 7  | Филипп Жусселин (FRA)      | +8ч 33' 42"  |
| 8  | Алоис Катто (BEL)          | +12ч 00' 56" |
| 9  | Камиль Фили (FRA)          | +15ч 36' 42" |
| 10 | Жан Даргаси (FRA)          | +16ч 04' 01" |

## Окончательные результаты

### Этапы
| Этап | Дата    | Маршрут        | Тип          | Длина, км. | Победитель                 | Лидер гонки           |
| ---- | ------- | -------------- | ------------ | ---------- | -------------------------- | --------------------- |
| 1    | 2 июля  | Париж-Лион     | Равнинный    | 467        | Мишель Фредерик (SUI)      | Мишель Фредерик (SUI) |
| 2    | 6 июля  | Лион-Марсель   | Среднегорный | 374        | Антуан Фор (FRA)           | Эмиль Ломбар (BEL)    |
| 3    | 10 июля | Марсель-Тулуза | Равнинный    | 423        | Анри Корне (FRA)           | Анри Корне (FRA)      |
| 4    | 14 июля | Тулуза-Бордо   | Равнинный    | 268        | Франсуа Божендр (FRA)      | Франсуа Божендр (FRA) |
| 5    | 18 июля | Бордо-Нант     | Равнинный    | 425        | Жан-Батист Дортиньяк (FRA) | Анри Корне (FRA)      |
| 6    | 24 июля | Нант-Париж     | Равнинный    | 471        | Жан-Батист Дортиньяк (FRA) | Анри Корне (FRA)      |

### Итоговый зачёт
| №  | Гонщик                     | Время        |
| -- | -------------------------- | ------------ |
| 1  | Анри Корне (FRA)           | 96ч 05' 55"  |
| 2  | Жан-Батист Дортиньяк (FRA) | +2ч 16' 14"  |
| 3  | Алоис Катто (BEL)          | +9ч 01' 25"  |
| 4  | Жан Даргаси (FRA)          | +13ч 04' 30" |
| 5  | Жульен Метрон (FRA)        | +19ч 06' 15" |
| 6  | Огуст Домен (FRA)          | +22ч 44' 36" |
| 7  | Луи Колсат (BEL)           | +23ч 44' 20" |
| 8  | Ашиль Кола (FRA)           | +25ч 09' 50" |
| 9  | Рене Саже (FRA)            | +25ч 55' 16" |
| 10 | Густав Дриуль (BEL)        | +30ч 54' 49" |